# Monty Brown
Montaque Nasir „Monty“ Brown (* 13. April 1970 in Bridgeport, Michigan) ist ein ehemaliger US-amerikanischer Wrestler und American-Football-Spieler.

## American Football

### NFL
Brown spielte vor seiner Wrestlingkarriere erfolgreich in der National Football League (NFL) für die Buffalo Bills und die New England Patriots. Nach der Saison 1993 stand Brown mit den Buffalo Bills im Super Bowl XXVIII. Drei Jahre später erreichte er mit den Patriots den Super Bowl XXXI, verpasste das Spiel jedoch aufgrund einer Knöchelverletzung. Nach der Saison beendete er seine Karriere in der NFL, um sich seinen Kindheitstraum, Wrestler zu werden, zu erfüllen.

## Wrestlingkarriere

### All World Wrestling League
Nachdem Brown seine Footballkarriere beendet hatte und sich von seiner Verletzung erholt hatte, wurde er von Sabu trainiert und trat danach bei All World Wrestling League auf.

### TNA
Im Jahr 2002 debütierte Brown als Monty Brown bei TNA gegen Anthony Ingram. Brown trat danach regelmäßig bei TNA an und durfte auch Titel Matches um den NWA World Heavyweight Title und den NWA World Tag Team Title (zusammen mit Abyss), durfte diese aber nicht erringen. Währenddessen trat er auch mehrfach bei Prime Time Wrestling auf und konnte dort den PTW Heavyweight Title gewinnen.

### World Wrestling Entertainment

#### ECW
Am 16. Januar 2007 debütierte Brown bei ECW als Marquis Cor Von. Kurz darauf hieß er aber Marcus Cor Von. Dort fehdete er zusammen mit Elijah Burke, Matt Striker, Kevin Thorn und Ariel als New Breed gegen die ECW Originals (bestehend aus Rob Van Dam, Sabu, Tommy Dreamer, The Sandman und Balls Mahoney). Zusammen mit Kevin Thorn bestritt Brown ein Ten Teams Battle Royal um die World Tag Team Title, konnte diese aber nicht erringen. Im Juni 2007 verletzte sich Brown. Während dieser Pause bat Brown, wegen eines familiären Todesfalles um Vertragsauflösung.

### Auftritt bei Professional Championship Wrestling
Im Juni 2008 trat Brown bei Professional Championship Wrestling auf. Brown war eigentlich nur anwesend, um seinen Freund Lance Hoyt zu besuchen. Das war der vorerst letzte Auftritt von Brown im Wrestling.

## Titel und Erfolge
- Prime Time Wrestling
  - 1× PTW Heavyweight Championship

### Awards
- Pro Wrestling Illustrated
  - Rookie Of The Year 2004
  - Platz 3 Most Improved Wrestler